# Netforce
株式会社Netforce（ネットフォース）は、東京都江戸川区に本社を置く、家具・インテリアのEコマースを主軸とする企業である。実店舗を持たず、自社ECサイト「LOOKIT」や各種ECモールでの通信販売、および卸売を手掛けている。

## 概要
2008年3月、オフィス家具の通信販売を目的として東京都板橋区にて設立された。創業当初より「LOOKIT」の屋号でヤフオク!店や楽天市場店といったECモールへの出店を展開。2014年からはプライベートブランド商品の開発・販売を開始し、メーカーとしての機能も持つようになった。
EコマースでのBtoB（事業者間取引）領域にも注力しており、2024年には楽天が開始した事業者向けの新サービス「ビジネス割」に参加する主要4ショップの1つに選ばれている。

## 沿革
2008年3月 - 東京都板橋区にて株式会社Netforceを設立。
2008年5月 - 「LOOKIT」として楽天市場店を開設。
2014年9月 - プライベートブランド商品の販売を開始。
2017年12月 - 資本金を2,000万円に増資。
2018年3月 - 自社ECサイト「LOOKIT公式サイト」を開設。
2024年9月 - 東京都江戸川区東小岩に新本社ビルが竣工し、本社を移転。
2025年1月 - 中国・蘇州市に中国支社を開設。

## 受賞歴
楽天ショップ・オブ・ザ・イヤー2023（家具・収納 ジャンル賞）